# Louis Ferdinand von Rayski

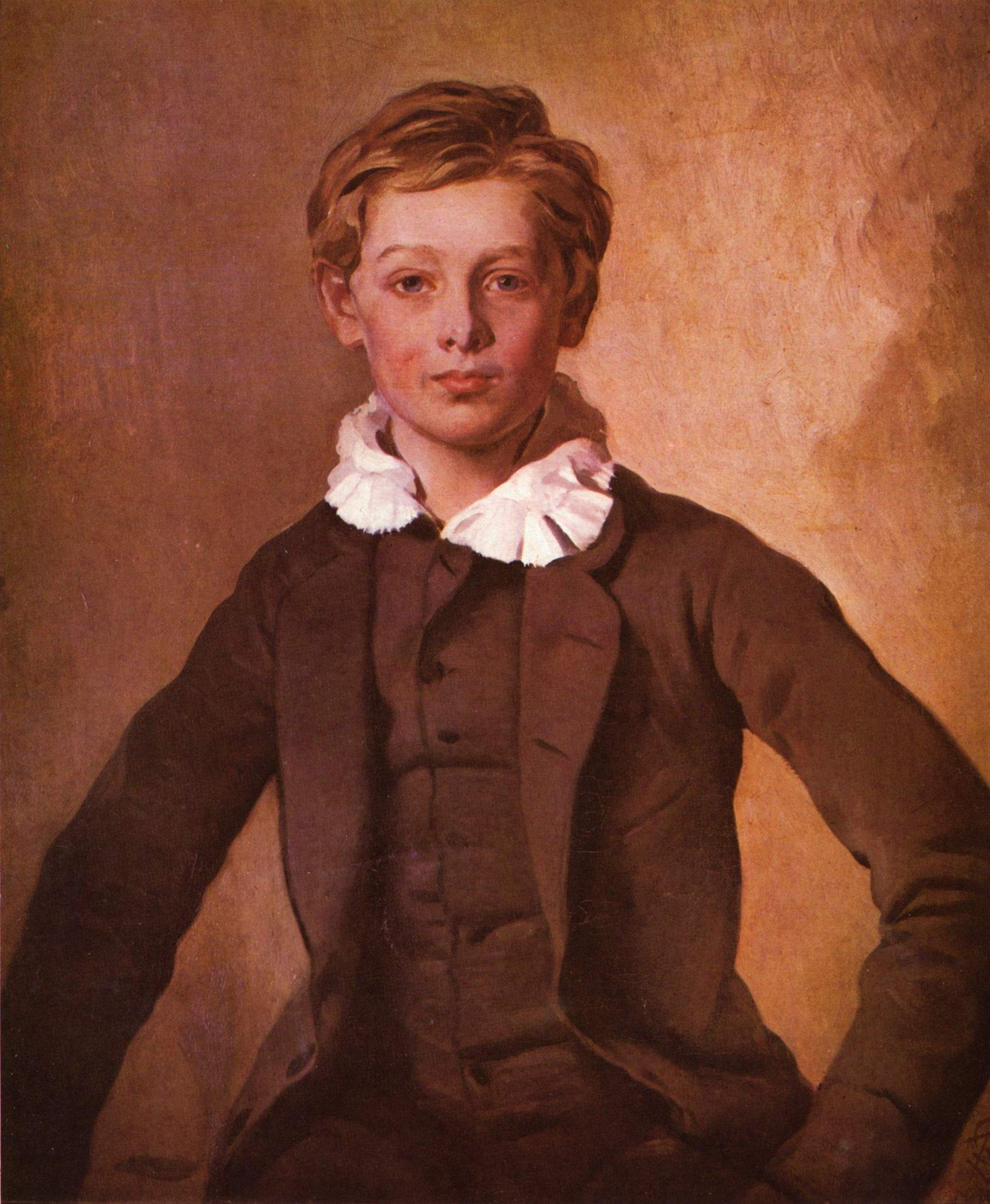
Retrato de Hans Haubold, conde de Einsiedel, 1855.

Louis Ferdinand von Rayski (Pegau, cerca de Leipzig, 23 de octubre de 1806 - Dresde, 23 de octubre de 1890) fue un importante artista comercial y retratista del siglo XIX. Se le considera un predecesor de la tendencia impresionista en Alemania. Pintor de la aristocracia sajona y francesa del siglo XIX, Ferdinand von Rayski, fue un retratista y dibujante. 
Rayski era hijo de un oficial de caballería sajón que murió en la campaña napoleónica de Rusia en 1812. Rayski estudió en la Academia de Bellas Artes de Dresde (1823, pero es su mayor parte fue un pintor autodidacta. Creó muchos retratos, de los que tenía amplios predecesores en la Gemäldegalerie Neue Meister en el Albertinum de Dresde. En 1834-35 estuvo en París, impresionándole en particular la obra de Delacroix.
Los temas que trató fueron escenas de batalla, como los que dedicó a las guerras napoleónicas, figuras ecuestres, y, sobre todo, retratos. Incluso sin estar casado, los niños eran su tema favorito. Los cuadros de su sobrina de cinco años de edad, Adelheid von Boxberg cuelga en la Galería de Görlitz. Destaca en particular el retrato del joven de once años, Haubold von Einsiedel del Lausitz, sentado con confianza, en la Gemäldegalerie de Berlín. Como los impresionistas, Rayski dota al color de un valor propio.

## Obras
- Friedrich von Boxberg
- Schlacht bei Borodino (Batalla de Borodinó) y Grenadiere im Schnee (Granadero en la nieve) por encargo de la aristocrática familia de Meissen Schönberg
- Jagdpause im Wermsdorfer Wald (Descanso en la caza en el bosque de Wernsdrof, h. 1859), este cuadro sirvió a Georg Baselitz en 1969 como motivo para su primer cuadro de «motivo invertido».
- Jäger im Kahn, 1861 en Zschorna

## Galería

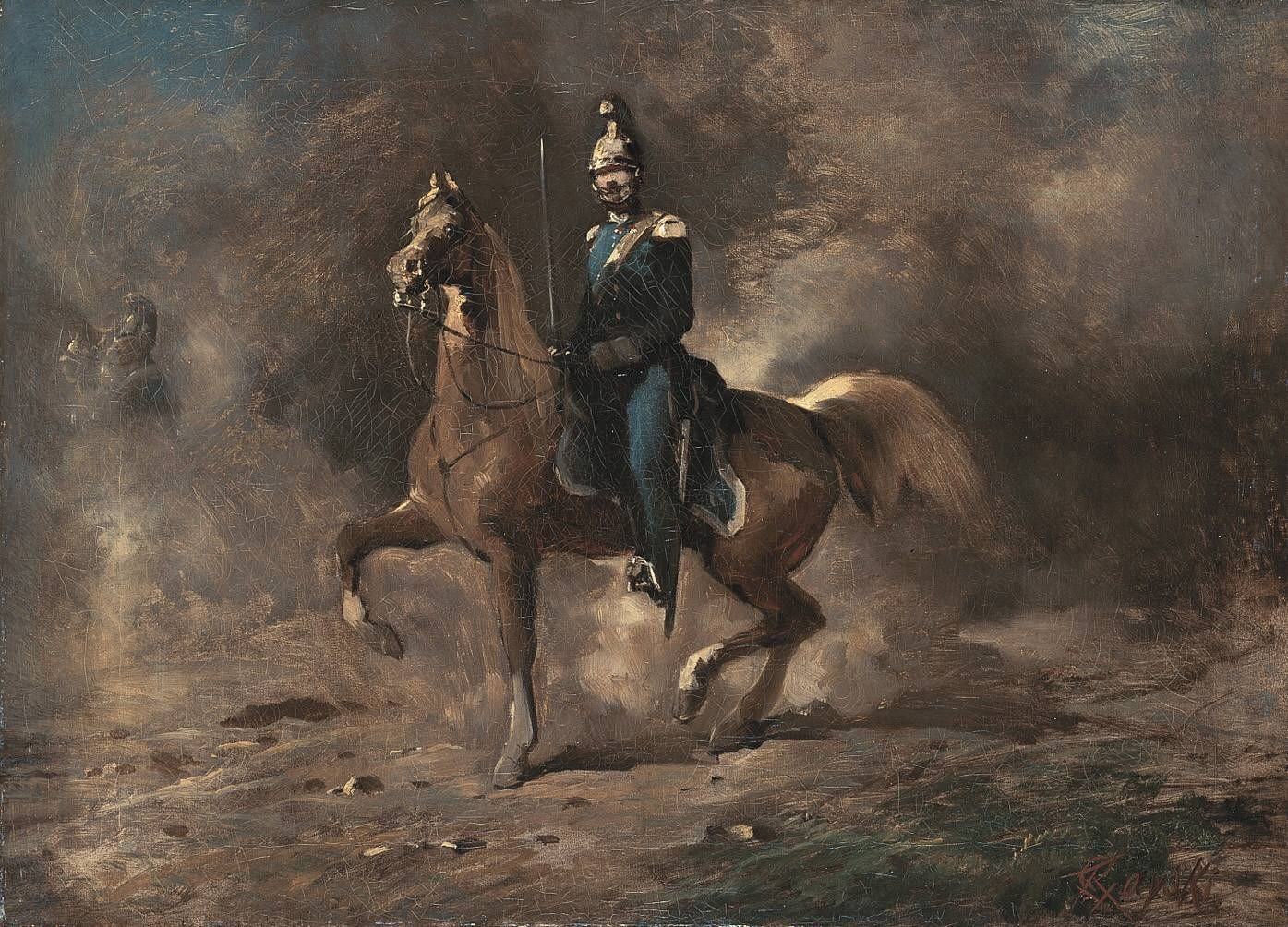
El jinete de la guardia (1840)
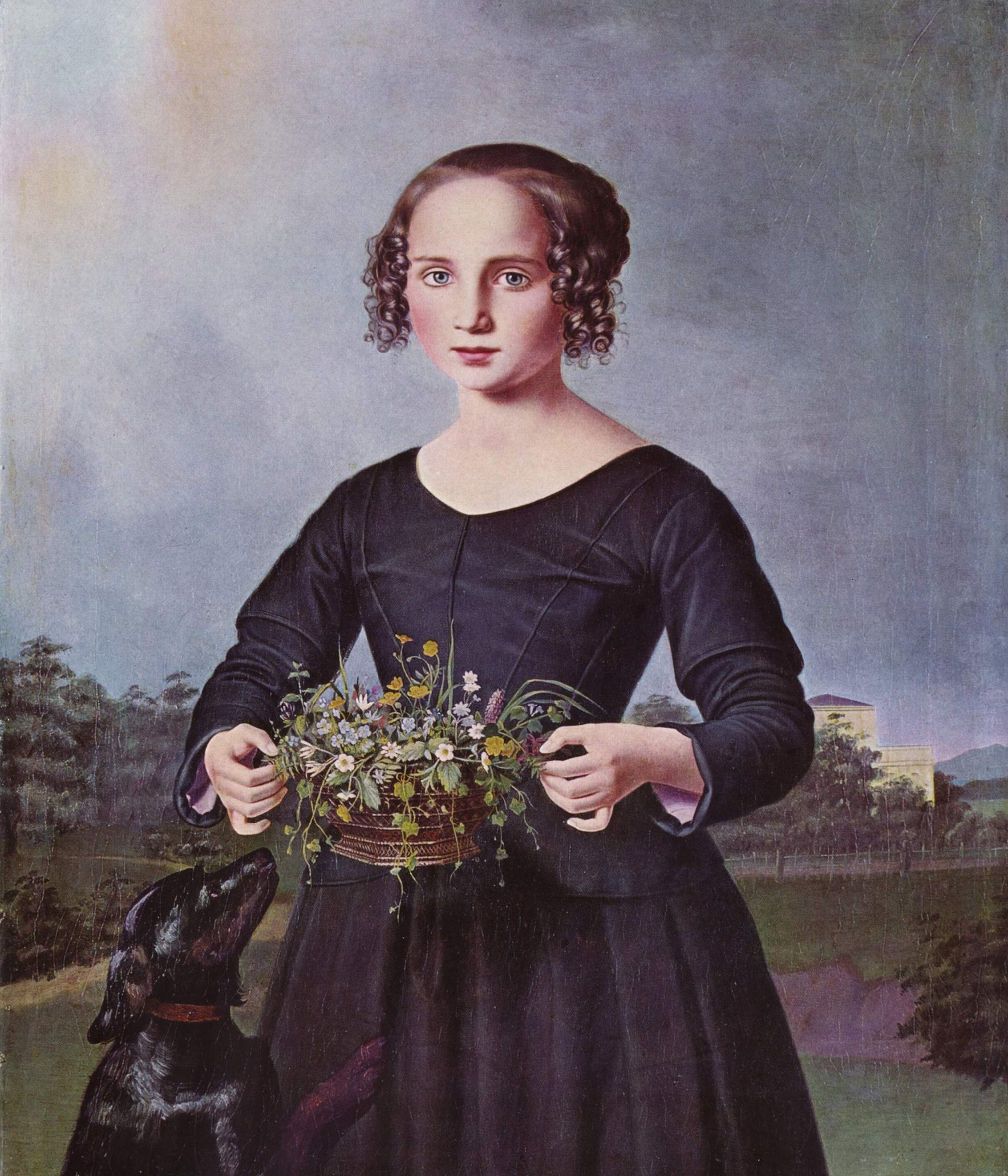
Retrato de una niña (1850)
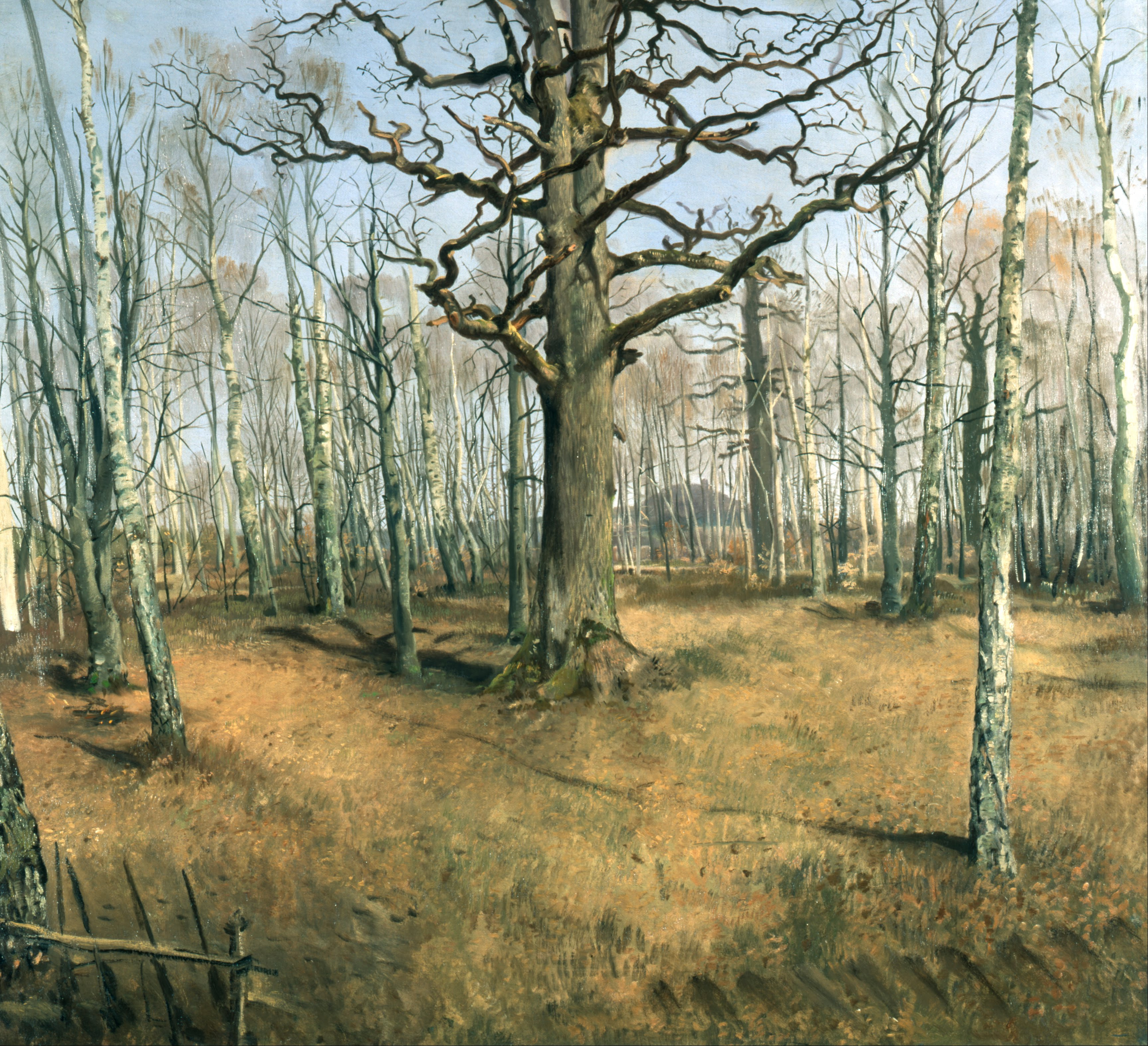
Bosque de Wermsdorf (1859)
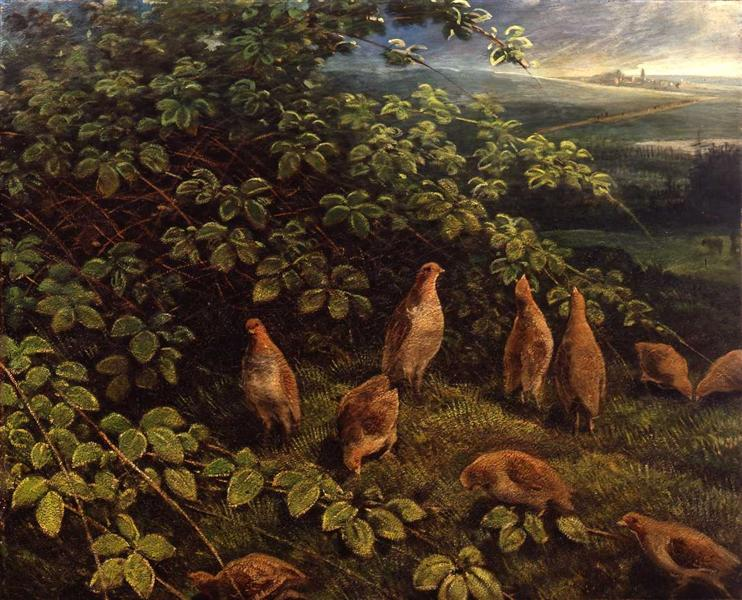
Perdices (1860)
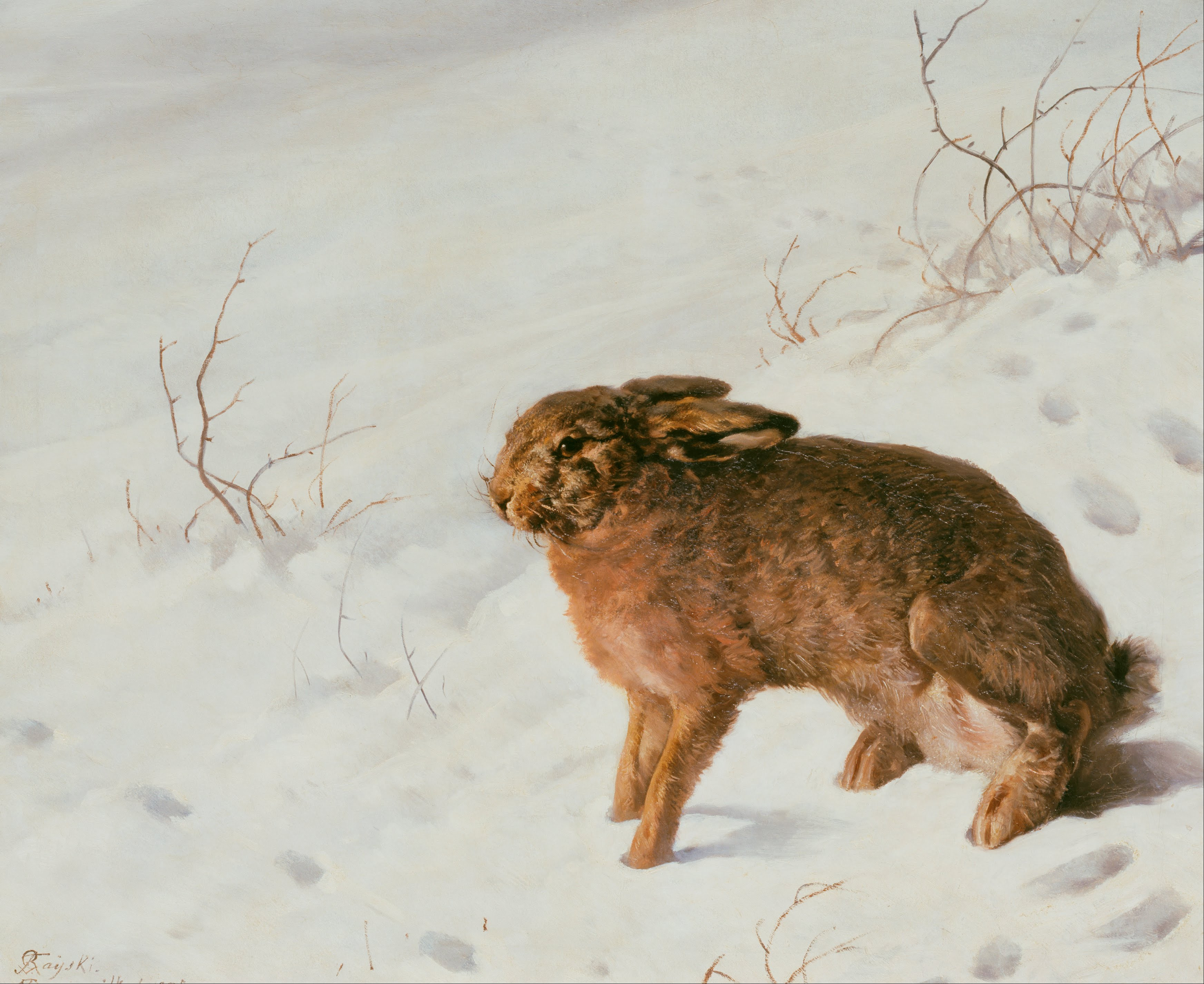
Liebre en la nieve (1875)